# Triumfetta geoides
Triumfetta geoides är en malvaväxtart som beskrevs av Friedrich Welwitsch och Maxwell Tylden Masters. Triumfetta geoides ingår i släktet triumfettor, och familjen malvaväxter.

## Underarter
Arten delas in i följande underarter:
- T. g. lanceolata
- T. g. rugosa